# 松本茂幸
松本 茂幸（まつもと しげゆき、1950年〈昭和25年〉8月2日 - ）は、日本の政治家。佐賀県神埼市長（4期）、神埼町長（1期）などを歴任した。

## 来歴
佐賀県神埼町本堀出身。神埼町立神埼中学校、佐賀県立神埼高等学校卒業。1969年（昭和44年）4月、神埼町役場に採用される。1976年（昭和51年）、東洋大学法学部（通信教育）を卒業。2004年（平成16年）5月、役場を退職。
2005年（平成17年）2月に行われた神埼町長選挙に立候補し初当選。
2006年（平成18年）3月20日、神埼町・千代田町・脊振村の2町1村が合併して神埼市が誕生。これに伴って行われた市長選に立候補し初当選、以降4選。
2022年（令和4年）4月17日に行われた神埼市長選挙で、無所属新人の内川修治に破れ、落選。
2023年（令和5年）春の叙勲で旭日小綬章を受章した。

## 市長選挙の結果

### 2006年（平成18年）
2006年（平成22年）4月23日執行。旧千代田町長の内川修治を僅差で破り初当選を果たした。
※当日有権者数：26,762人 最終投票率：79.77%（前回比：pts）
| 候補者名 | 年齢 | 所属党派 | 新旧別 | 得票数   | 得票率 | 推薦・支持     |
| -------- | ---- | -------- | ------ | -------- | ------ | -------------- |
| 松本茂幸 | 55   | 無所属   | 新     | 10,675票 | 50.53% | （推薦）自民党 |
| 内川修治 | 53   | 無所属   | 新     | 10,450票 | 49.47% |                |

### 2010年（平成22年）
2010年（平成22年）4月18日執行。元市職員の狩野常徳を前回同様僅差で破り再選。
※当日有権者数：26,763人 最終投票率：76.96%（前回比：-2.81pts）
| 候補者名 | 年齢 | 所属党派 | 新旧別 | 得票数   | 得票率 | 推薦・支持     |
| -------- | ---- | -------- | ------ | -------- | ------ | -------------- |
| 松本茂幸 | 59   | 無所属   | 現     | 10,280票 | 50.58% |                |
| 狩野常徳 | 36   | 無所属   | 新     | 10,043票 | 49.42% | （推薦）民主党 |

### 2014年（平成26年）
2014年（平成26年）4月13日告示。無投票で3選。

### 2018年（平成30年）
2018年（平成30年）4月15日執行。元参議院議員、元プロレスラーの大仁田厚を破り4選。
※当日有権者数：26,153人 最終投票率：65.80%（前回比：－11.16pts）
| 候補者名 | 年齢 | 所属党派 | 新旧別 | 得票数  | 得票率 | 推薦・支持             |
| -------- | ---- | -------- | ------ | ------- | ------ | ---------------------- |
| 松本茂幸 | 67   | 無所属   | 現     | 9,002票 | 52.87% | （推薦）自民党・公明党 |
| 大仁田厚 | 60   | 無所属   | 新     | 8,025票 | 47.13% |                        |

### 2022年（令和4年）
2022年4月17日執行。元県議の内川修治に敗れ落選。
※当日有権者数：25,519人 最終投票率：66.21%（前回比：+0.41pts）
| 候補者名 | 年齢 | 所属党派 | 新旧別 | 得票数  | 得票率 | 推薦・支持 |
| -------- | ---- | -------- | ------ | ------- | ------ | ---------- |
| 内川修治 | 69   | 無所属   | 新     | 8,751票 | 52.36% |            |
| 松本茂幸 | 71   | 無所属   | 現     | 6,595票 | 39.46% |            |
| 吉田守   | 67   | 無所属   | 新     | 1,367票 | 8.18%  |            |